# پلامبوگومیت
پلامبوگومیت  (به انگلیسی: Plumbogummite) با فرمول شیمیایی PbAl3[(OH)6 - PO4 - PO3OH] از مجموعه کانی هاست و از ترکیب plumbum یعنی سرب و gummi به معنای کائوچو گرفته شده‌است. در حرارت شعله تغییر رنگ می‌دهد و در اسیدها حل می‌شود. PbO:۳۸٫۴۱٪  Al2O۳:۲۶٫۳۲٪  P2O۵:۲۴٫۴۲٪  P2O۵:۱۰٫۸۵٪  H2O:۱۰٫۸۵٪   از نظر شکل بلور: هگزاگونال، رنگ: زرد - سفید - قهوه‌ای قرمز - خاکستری - آبی سبز، شفافیت: نیمه شفاف، شکستگی: صدفی، جلا: مات - چرب، رخ: نامشخص، سیستم تبلور: رمبوئدریک و در رده‌بندی فسفات است همچنین خاصیت مغناطیسی ندارد و منشأ تشکیل آن ثانوی - زون‌های اکسیدان است.
همایند کانی‌شناسی (پارانژ) آن - کروزیت- آنگلزیت- ولفنیت- پیرومورفیت است
، از نظر ژیزمان تجمعات لوله‌ای شکل توده‌ای - رسوبی - استالاکتیت متحدالمرکز کمیاب است و بیشتر در فرانسه، انگلستان، برزیل و آمریکا یافت می‌شود.

## منبع
- پردیس کشاورزی ایران